# Фиат Добло
„Фиат Добло“ (Fiat Doblò) е модел многофункционални автомобили на италианската компания „Фиат“, произвеждан от 2000 до 2022 година в две последователни поколения. След това името на модела се използва за вариант на „Ситроен Берлинго“.
Моделът първоначално заменя „Фиат Фиорино“, който обаче е възстановен през 2008 година като по-компактен вариант на баничарка. Второто поколение се продава и като „Опел Комбо“.
| Фиат Добло 223             |                                              |
|                            |                                              |
| Произвеждан                | 2000 – 2010                                  |
| Сглобяван в                | Бурса Акчалар Бетим Набережние Чолни Хошимин |
| Задвижване                 |                                              |
| Двигател                   | 1,2 – 1,6 l бензин 1,3 – 1,9 l дизел         |
| Мощност                    | 48 – 88 kW                                   |
| Скоростна кутия            | 5/6 степени ръчна                            |
| Други характеристики       |                                              |
| Междуосие                  | 2583 – 2963 mm                               |
| Дължина                    | 4253 – 4633 mm                               |
| Ширина                     | 1715 mm                                      |
| Височина                   | 1931 mm                                      |
| Тегло                      | 1225 – 1415 kg                               |
| Фиат Добло 223 в Общомедия |                                              |

| Фиат Добло 263             |                                                                   |
|                            |                                                                   |
| Други имена                | „Опел Комбо D“                                                    |
| Произвеждан                | 2010 –                                                            |
| Сглобяван в                | Бурса                                                             |
| Задвижване                 |                                                                   |
| Двигател                   | 1,4 l бензин 1,6 – 2,0 l дизел                                    |
| Мощност                    | 66 – 99 kW                                                        |
| Скоростна кутия            | 5/6 степени ръчна 5 степени полуавтоматична 9 степени автоматична |
| Други характеристики       |                                                                   |
| Междуосие                  | 2755 – 3105 mm                                                    |
| Дължина                    | 4390 – 4756 mm                                                    |
| Ширина                     | 1832 mm                                                           |
| Височина                   | 1845 – 1895 mm                                                    |
| Тегло                      | 1340 – 1480 kg                                                    |
| Фиат Добло 263 в Общомедия |                                                                   |